# Tetraena fontanesii
Espèce
Tetraena fontanesii ou Zygophyllum fontanesii est une espèce de plantes de la famille des Zygophyllaceae originaire du Nord-Est de l'Afrique et de la Macaronésie.

## Synonymes
- Zygophyllum fontanesii Webb & Berthel. (1836).
- Zygophyllum webbianum Coss. (1855)

## Description
- Arbuste succulent, halophile et xérophile haut de 50 centimètres[1];
- Feuilles sub-cylindriques de couleur vert glauque à jaune.
- Fleurs blanches à blanc rosé
- Fruit de 5 à 7 millimètres de diamètre[2].

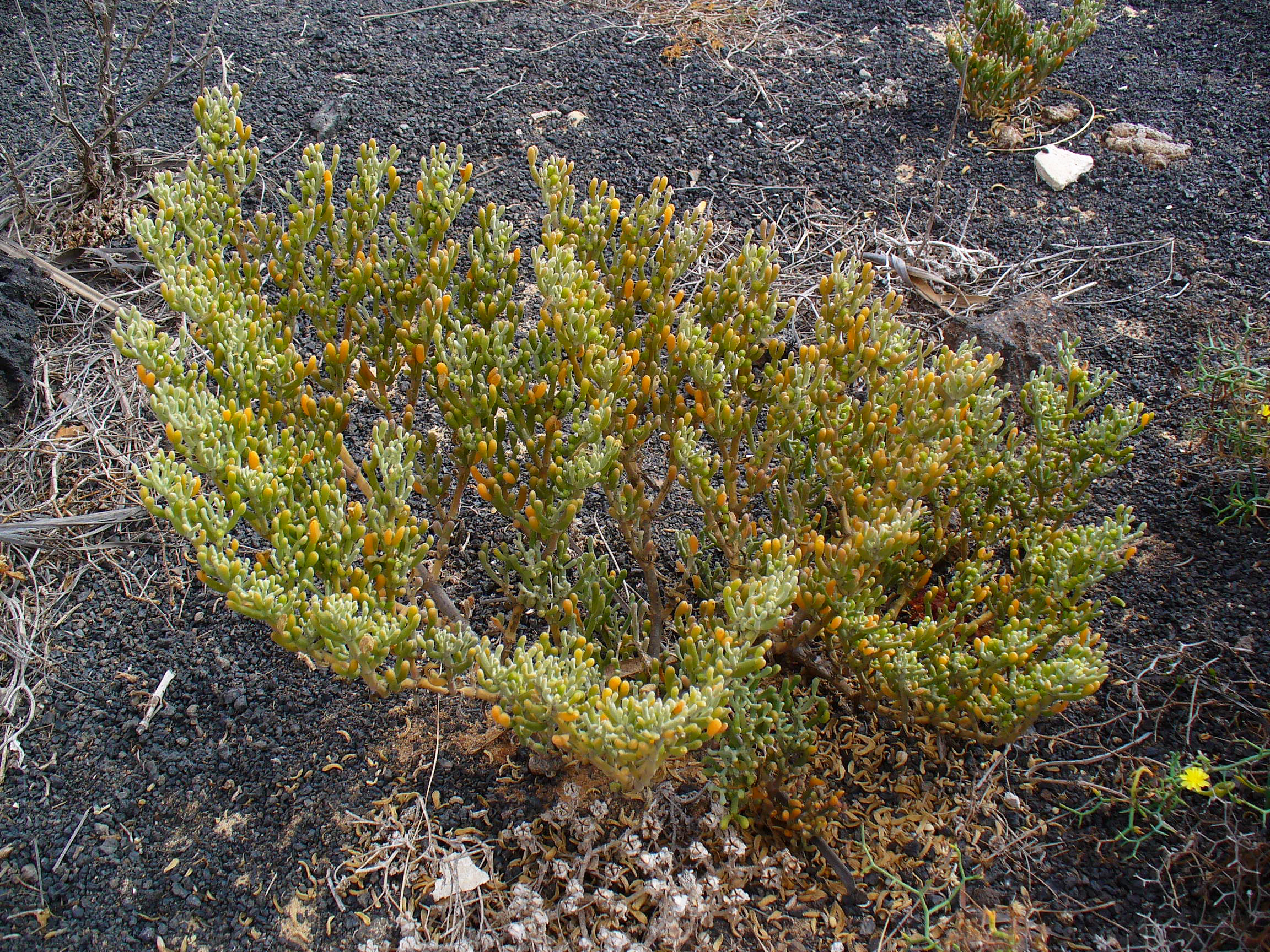
Zygophyllum fontanesii à Lanzarote.
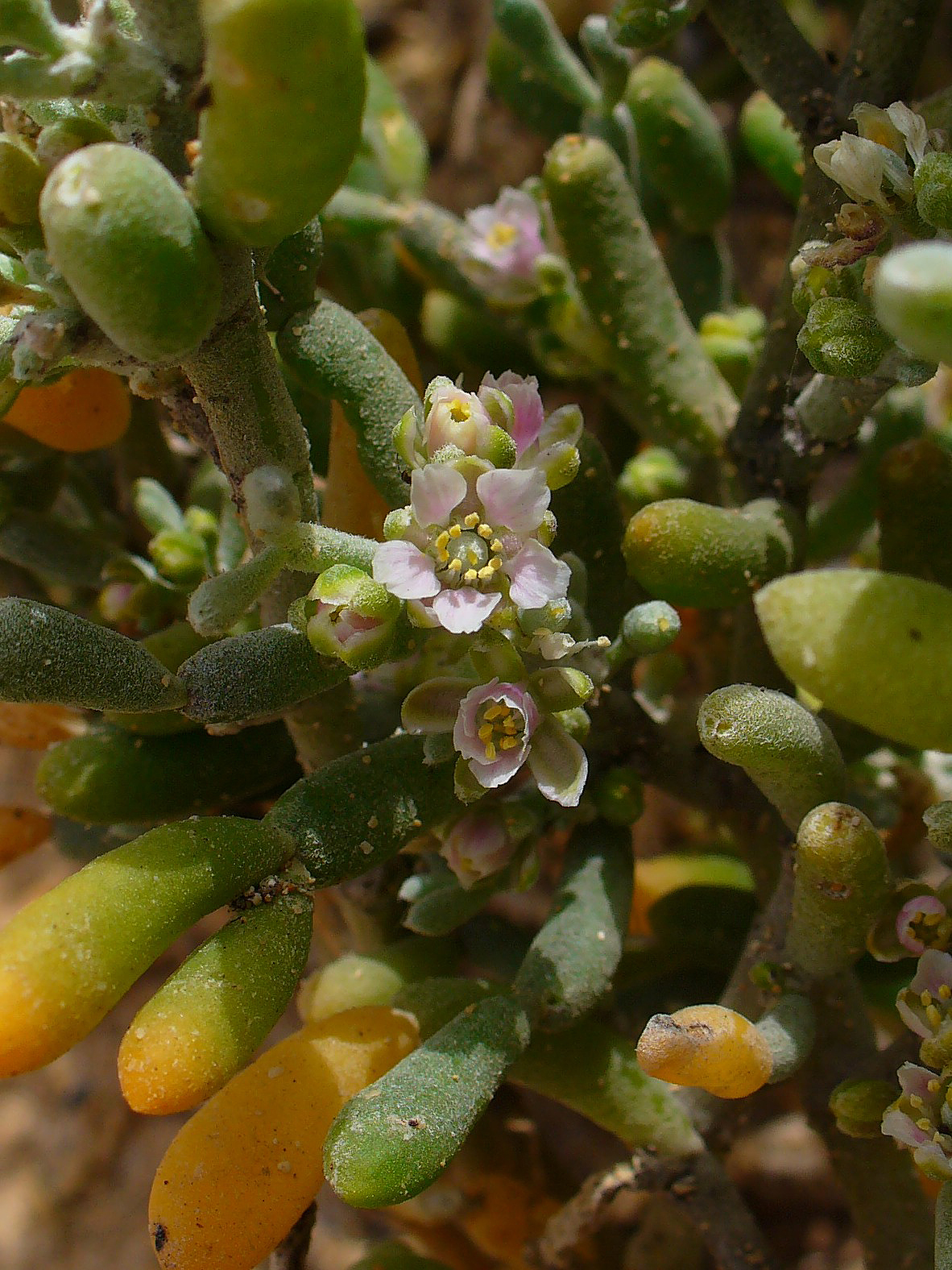
Floraison en mars
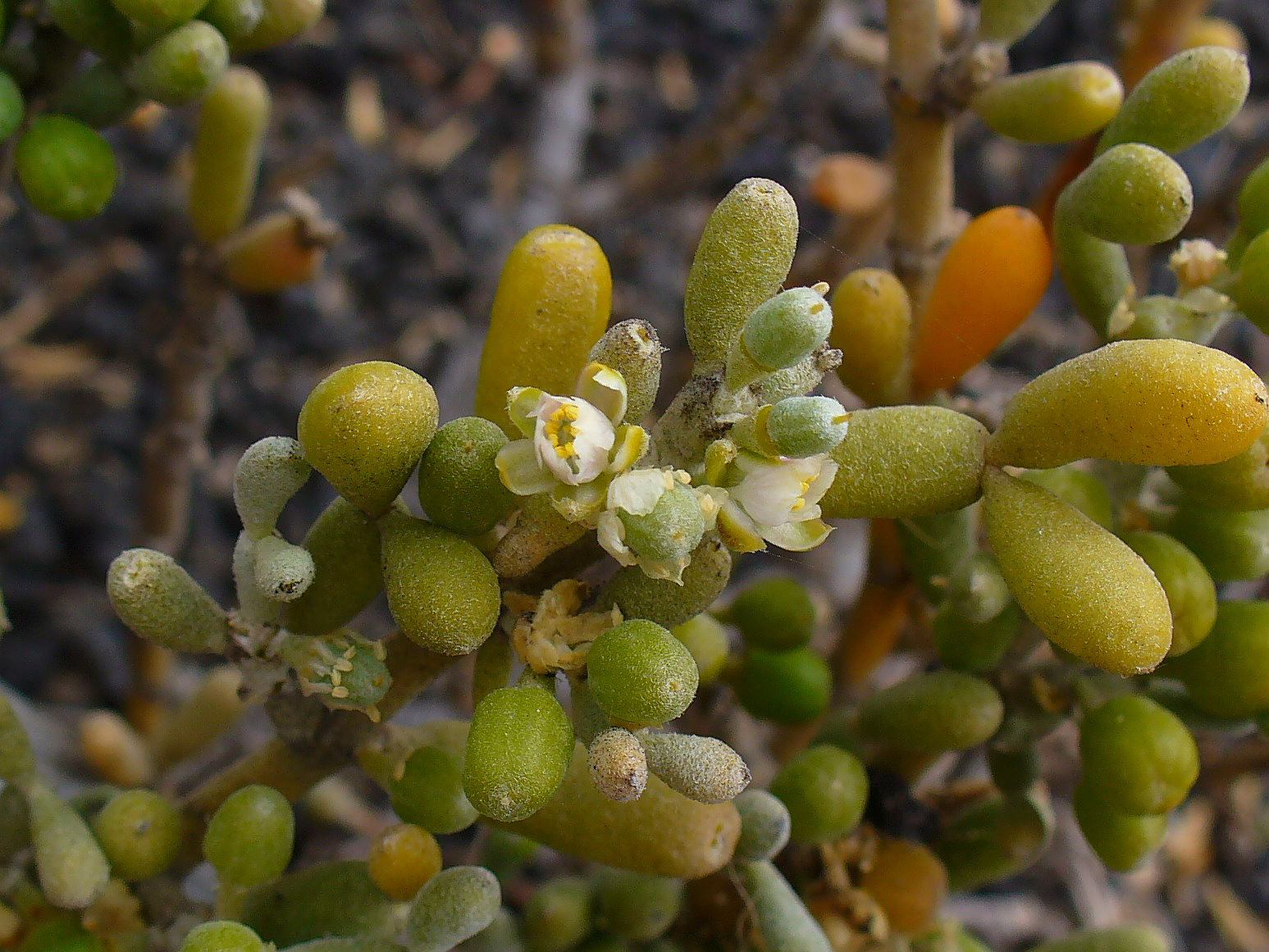
Branche en floraison et fructification.

.

## Répartition
Littoral des îles Canaries, de Madère, des îles du Cap-Vert, du Maroc, de Mauritanie et du nord du Sénégal.

## Utilisation
La plante est comestible.